# Clevers
Clevers is een familie- of achternaam die wereldwijd gezien het meest voorkomt in België en Nederland.

## Bekende naamdragers
- Hans Clevers, Nederlands moleculair bioloog
- Jade Clevers, Nederlands zangeres
- Lyne Clevers (Céline Marie Rhalavsky), Franse zangeres[2]
- Max Clevers, Duits politicus en honorair districtsbestuurder

## Aantal
| Land             | Aantal | Frequentie      |
| ---------------- | ------ | --------------- |
| Nederland        | 213    | 1 : 79.283      |
| België           | 164    | 1 : 70.101      |
| Frankrijk        | 92     | 1 : 721.986     |
| Verenigde Staten | 76     | 1 : 4.769.196   |
| Argentinië       | 52     | 1 : 821.989     |
| Duitsland        | 15     | 1 : 5.367.031   |
| Nigeria          | 6      | 1 : 29.523.793  |
| Australië        | 4      | 1 : 6.748.925   |
| Kenia            | 2      | 1 : 23.089.950  |
| Zwitserland      | 2      | 1 : 4.106.458   |
| Curaçao          | 1      | 1 : 157.247     |
| Peru             | 1      | 1 : 31.784.123  |
| Rusland          | 1      | 1 : 144.123.056 |
| Spanje           | 1      | 1 : 46.752.036  |
| Thailand         | 1      | 1 : 70.638.345  |
| Canada           | 1      | 1 : 36.845.591  |

## Herkomst
Volgens het Woordenboek van de familienamen in België en Noord-Frankrijk van Debrabandere en De Baets is Clevers wellicht ontstaan uit Kleber en is de herkomst van deze familienaam:
- bewoner van de stad Kleef
- verduitste vorm van klever = beven, een bijnaam
- variant van het Duitse Klaiber =  metselaar